# Plagne (Haute-Garonne)
Plagne település Franciaországban, Haute-Garonne megyében. Lakosainak száma 95 fő (2022. január 1.). Plagne Ausseing, Montclar-de-Comminges, Palaminy és Saint-Michel községekkel határos.

## Népesség
A település népességének változása:
| Lakosok száma | 55   | 58   | 60   | 98   | 97   | 103  | 97   | 93   | 94   | 95   |
|               | 1968 | 1982 | 1990 | 2006 | 2013 | 2015 | 2017 | 2019 | 2020 | 2022 |